# La vida color de rosa
La vida color de rosa es una película en blanco y negro de Argentina dirigida por León Klimovsky sobre guion de Carlos A. Petit que se estrenó el 21 de febrero de 1951 y que tuvo como protagonistas a Virginia Luque, Fidel Pintos, Santiago Arrieta, Berta Moss y José María Gutiérrez. La película fue parcialmente filmada en Mar del Plata.

## Sinopsis
Una manicura recibe por error una inmensa fortuna.

## Reparto
- Virginia Luque
- Fidel Pintos
- Santiago Arrieta
- Berta Moss
- José María Gutiérrez
- Renée Dumas
- Nelly Láinez
- Aída Villadeamigo
- Ángel Prío
- Adolfo Linvel
- Magalí Drexel

## Comentarios
Noticias Gráficas dijo:

”No queremos averiguar por qué un asunto de indudable interés cómico no ha sido adornado con el diálogo condigno.”

Manrupe y Portela escriben sobre el filme:

”Comedia discreta, con buenos decorados y correcto tratamiento visual.”